# Lo Rivera
Lo Rivera (* 1988 in Managua, Nicaragua) ist eine deutsche Schauspielerin und Synchronsprecherin.

## Leben
Lo Rivera wurde in Nicaragua geboren. Sie wurde 2008 bis 2011 an der Schule für Schauspiel Hamburg ausgebildet und wurde zunächst als Theater-Schauspielerin tätig. Später verlegte sich ihr Schwerpunkt auf Film, Fernsehen und die Synchronarbeit. 2019 spielte sie in der Serie Alles was zählt die Polizistin „Elena Fernandez“ und ab 2021 „Beyza“ in Die Discounter. Als Synchronsprecherin wirkte sie in über 100 Rollen mit.

## Filmografie (Auswahl)
- 2013: Tatort: Feuerteufel
- 2016: Strawberry Bubblegums
- 2017: Happy Burnout
- 2019: Alles was zählt (Fernsehserie, 15 Folgen)
- 2020: Stralsund: Blutlinien
- 2020: Der gute Bulle: Nur Tote reden nicht
- 2021: Helen Dorn: Die letzte Rettung
- 2021–2022: Die Discounter (Fernsehserie, 4 Folgen)
- 2022: Tatort: Tyrannenmord
- 2022: Over & Out
- 2023: Was wir wollen
- 2023: Last Exit Schinkenstraße
- 2024: Pumpen (Fernsehserie, 25 Folgen)
- 2025: SOKO Potsdam: Bombenstimmung

### Synchronrollen
- 2013–2019: Orange Is the New Black: Dascha Polanco als „Daya Diaz“ (Serie)
- 2014: Kingsman: The Secret Service: Sofia Boutella als „Gazelle“
- 2016–2017: Shadowhunters: Emeraude Toubia als „Izzy Lightwood“ (Serie)
- 2016–2017: Degrassi: Die nächste Klasse: Reiya Downs als „Shay Powers“ (Serie)
- 2017: Rellik: Rosalind Eleazar als „Christine Levison“ (Serie)
- 2018–2021: The Outpost: Jessica Green als „Talon“ (Serie)
- 2019: Kiss Me Kosher: Moran Rosenblatt als „Shira Shalev“
- 2021: Encanto als „Luisa Madrigal“ (Animationsfilm)
- 2022: Bosch: Legacy: Denise Sanchez als „Officer Reyna Vasquez“ (Serie)